# Vlastějovice
Vlastějovice (německy Hammerstadt) jsou obec v okrese Kutná Hora ve Středočeském kraji. Leží asi 27 kilometrů jižně od Kutné Hory a pět kilometrů jihovýchodně od Zruče nad Sázavou. Žije v ní 471 obyvatel.

## Historie
První písemná zmínka o obci pochází z roku 1305. Prvním známým majitelem, uváděným v roce 1440, byl Ondřej z Vlastějovic. Po něm se zde připomíná Mikuláš z Vlastějovic. V listině z roku 1479 se uvádějí jeho syn Jan z Vlastějovic, který zastával  funkci purkrabího na ledečském hradě. Ves drželi Vlastějovičtí a po nich Firšicové z Nabdína. Roku 1573 ves koupil Trčka z Lípy a roku 1663 Antonín Losy z Losinthalu. Od roku 1689 se jako držitel vsi připomíná Johann Christian Stubick z Königsteinu. 
Ve druhé polovině 18. století se v obci narodil Ignác Loubal, pražský měšťan a zakladatel železných hamrů v Jesenném. Také podle záznamu v kancionálu Vincence Dolenského z Bozkova se Ignác Loubal narodil v obci Hamrštadt (z německého Hammerstadt = Vlastějovice).
Na počátku 20. století zde působil statkář a politik Josef Prášek (1861–1925), poslanec zemského sněmu.
V městysi Vlastějovice (přísl. Březina, Budčice, Laziště, 580 obyvatel, četnická stanice) byly v roce 1932 evidovány tyto živnosti a obchody: výroba cementového zboží, družstvo pro rozvod elektrické energie ve Vlastějovicích, 4 hostince, kolář, 2 kováři, 2 krejčí, 3 mlýny, obuvník, povozník, rolník, 2 řezníci, 5 obchodů se smíšeným zbožím, spořitelní a záložní spolek pro Vlastějovice, stavební družstvo, 3 trafiky.

## Obyvatelstvo
| Rok            | 1869  | 1880  | 1890  | 1900  | 1910  | 1921  | 1930 | 1950 | 1961 | 1970 | 1980 | 1991 | 2001 | 2011 | 2021 |
| -------------- | ----- | ----- | ----- | ----- | ----- | ----- | ---- | ---- | ---- | ---- | ---- | ---- | ---- | ---- | ---- |
| Počet obyvatel | 1 287 | 1 286 | 1 199 | 1 152 | 1 205 | 1 143 | 943  | 806  | 815  | 739  | 619  | 533  | 527  | 455  | 473  |
| Počet domů     | 169   | 189   | 189   | 195   | 179   | 176   | 187  | 204  | 189  | 189  | 185  | 198  | 241  | 255  | 260  |

## Obecní správa

### Územněsprávní začlenění
Dějiny územněsprávního začleňování zahrnují období od roku 1850 do současnosti. V chronologickém přehledu je uvedena územně administrativní příslušnost obce v roce, kdy ke změně došlo:
- do 1849 země česká, kraj Čáslav, soudní okres Dolní Kralovice
- 1850 země česká, kraj Pardubice, politický okres Ledeč, soudní okres Dolní Kralovice[9]
- 1855 země česká, kraj Čáslav, soudní okres Dolní Kralovice
- 1868 země česká, politický okres Ledeč, soudní okres Dolní Kralovice
- 1939 země česká, Oberlandrat Německý Brod, politický okres Ledeč nad Sázavou, soudní okres Dolní Kralovice[10]
- 1942 země česká, Oberlandrat České Budějovice, politický okres Ledeč nad Sázavou, soudní okres Dolní Kralovice[11]
- 1945 země česká, správní okres Ledeč nad Sázavou, soudní okres Dolní Kralovice[12]
- 1949 Jihlavský kraj, okres Ledeč nad Sázavou[13]
- 1960 Středočeský kraj, okres Kutná Hora
- 2003 Středočeský kraj, obec s rozšířenou působností Kutná Hora

### Části obce
- Březina
- Budčice
- Kounice
- Milošovice
- Pavlovice
- Skala
- Vlastějovice
- Volavá Lhota

V letech 1850–1878 k obci patřily i Pertoltice.

## Doprava
Dopravní síť
- Pozemní komunikace – Do obce vedou silnice III. třídy. Ve vzdálenosti tři kilometry lze najet na silnici II/336 Uhlířské Janovice - Zruč nad Sázavou - silnice II/150.

- Železnice – Územím obce vede železniční trať 212 Čerčany - Světlá nad Sázavou. Jedná se o jednokolejnou regionální trať, zahájení dopravy v úseku trati mezi Kácovem a Světlou nad Sázavou bylo roku 1903. Na území obce leží železniční zastávka Laziště, železniční stanice Vlastějovice a železniční zastávka Budčice.

Veřejná doprava 2011
- Autobusová doprava – V obci měly zastávky autobusové linky Zruč nad Sázavou-Pertoltice-Zruč nad Sázavou (v pracovní dny 1 spoj) (dopravce ČSAD Benešov) a Ledeč n.Sázavou-Pertoltice-Zruč nad Sázavou (v pracovní dny 1 spoj) (dopravce Veolia Transport Východní Čechy).
- Železniční doprava – Tratí 212 jezdilo v pracovní dny 12 párů osobních vlaků, o víkendu 9 párů osobních vlaků.

## Pamětihodnosti
- Zřícenina kaple svaté Maří Magdaleny na kopci Fiolníku – dnes již neexistující, neboť zbytky včetně základů byly pohlceny povrchovým lomem.
- Venkovský dům s kaplí čp. 1: zapsaný do Ústředního seznamu nemovitých kulturních památek ČR (číslo rejstříku ÚSKP 15033/2-3530).[15]

## Galerie

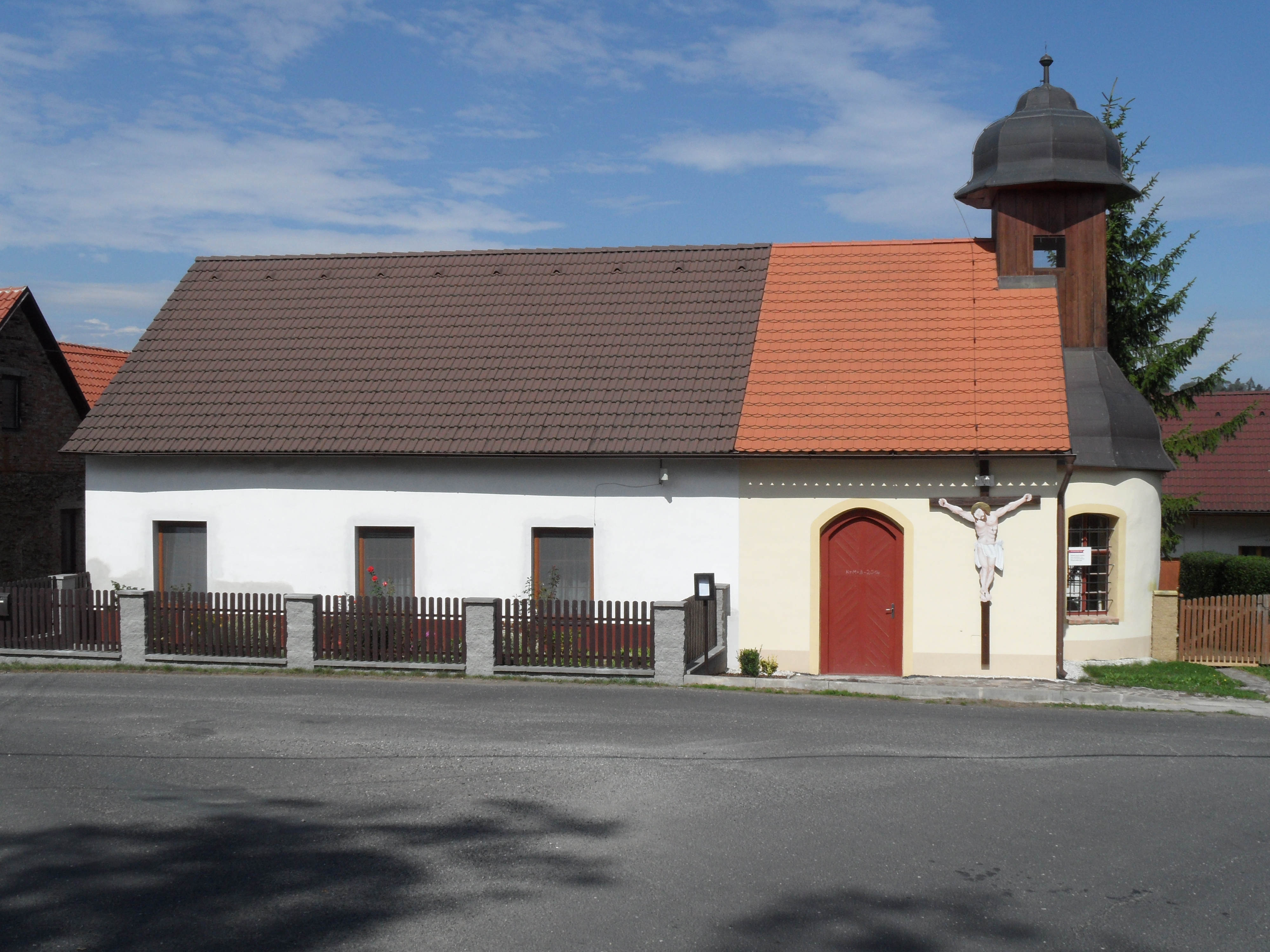
Kulturní památka: dům čp. 1 s kaplí
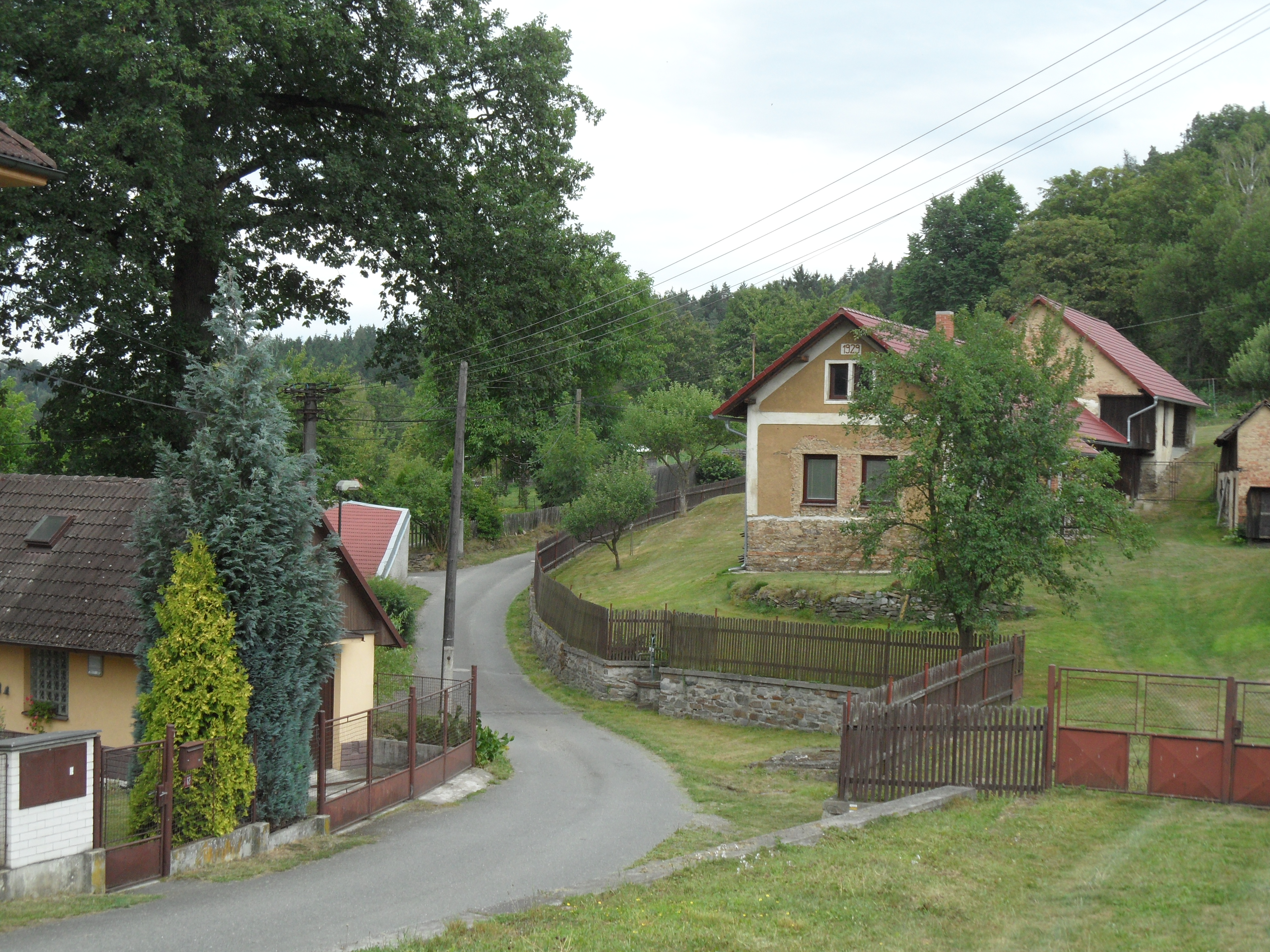
Domy podél žluté do Pertoltic
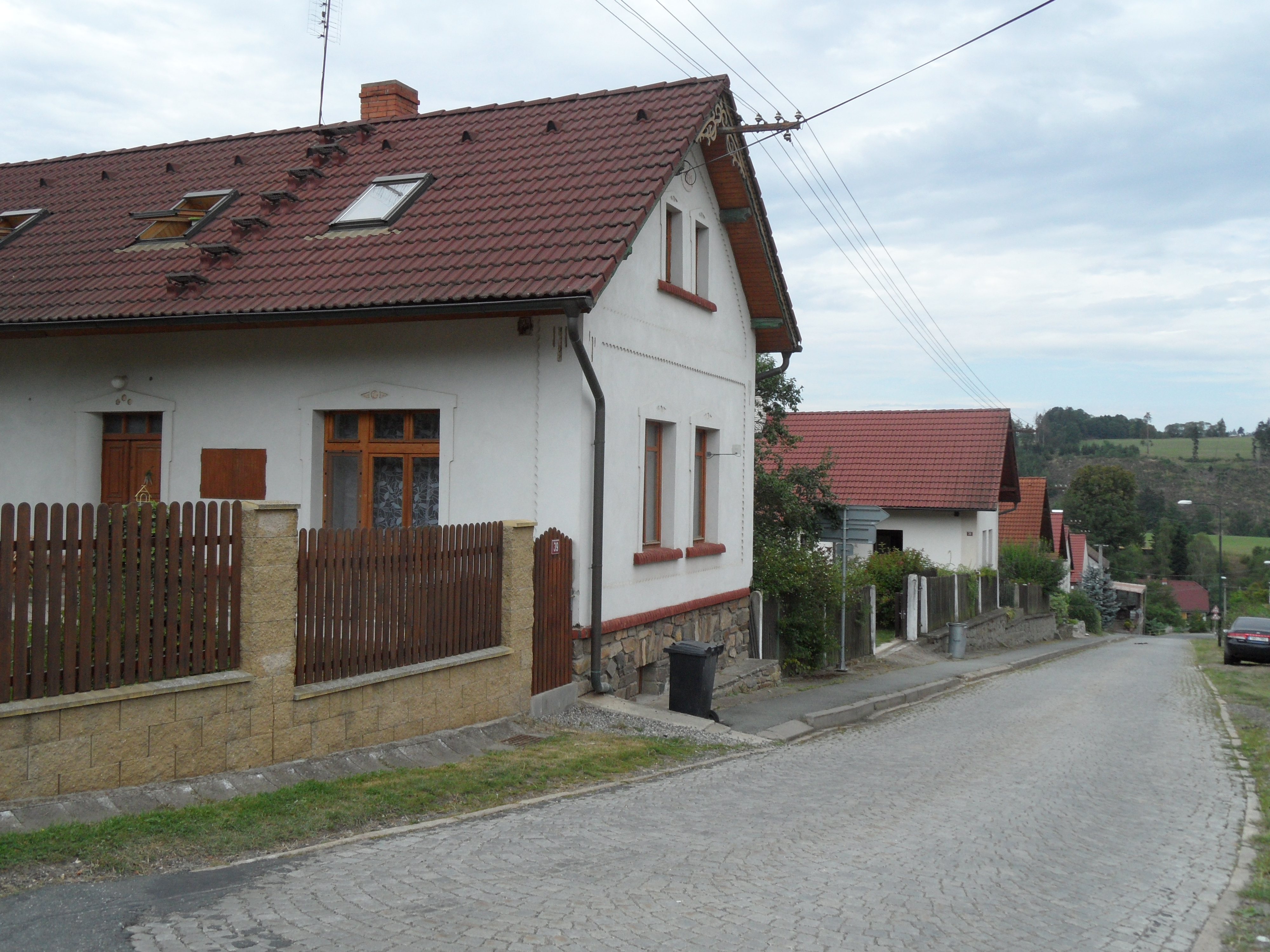
Domy v dlážděné ulici
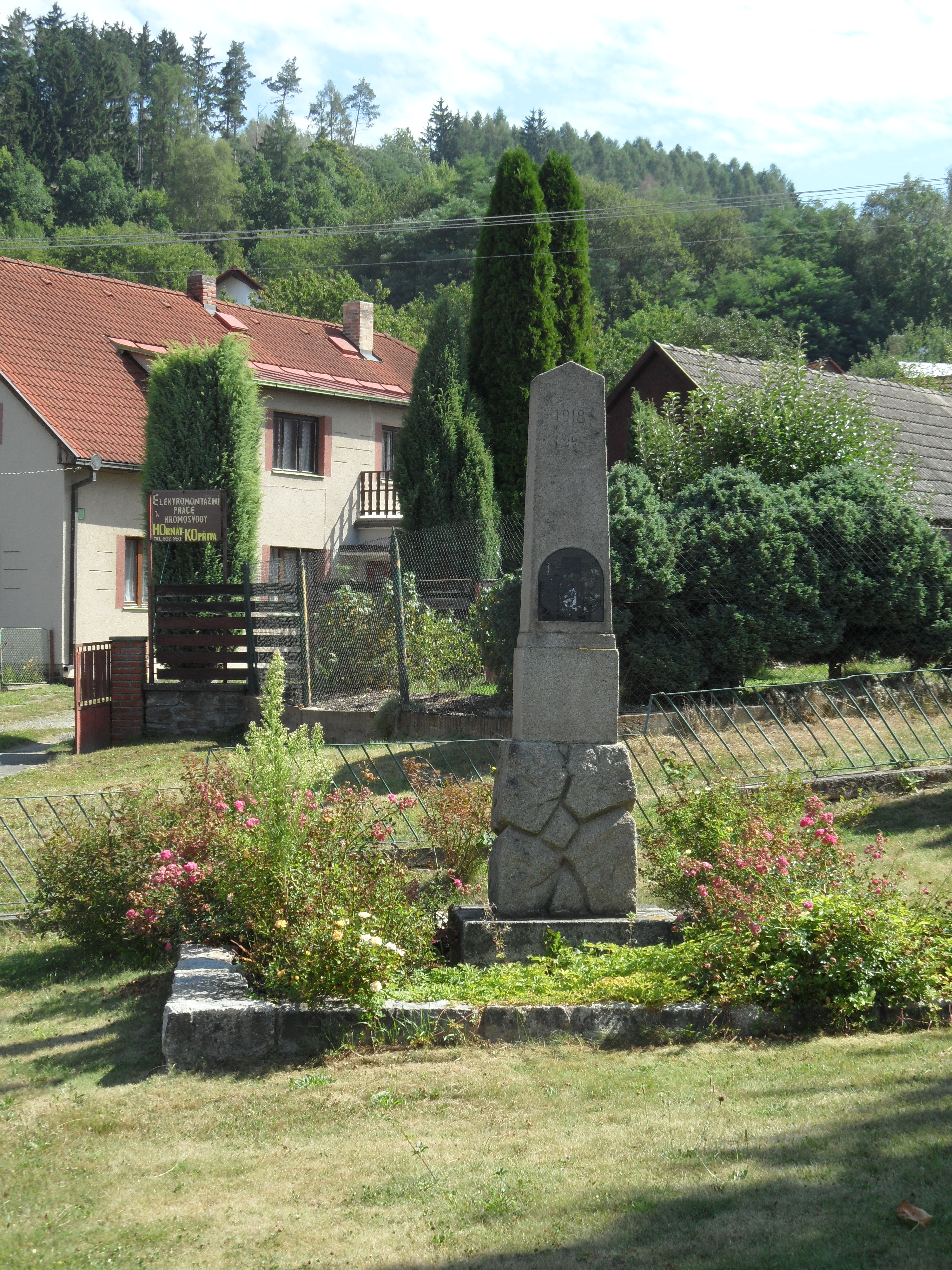
Památník obětem první a druhé světové války